# Дюбарри (оперетта)
«Дюбарри» (нем. Die Dubarry) —  оперетта в трёх действиях Карла Миллёкера, либретто Ф. Целля и Рихарда Жене. Главный персонаж — мадам Дюбарри, историческое лицо — она была фавориткой французского короля Людовика XV и разделила судьбу короля в эпоху якобинского террора. Оперетта показывает начальные эпизоды её придворной карьеры, от модистки до графини.
Первая версия оперетты была поставлена в 1879 году, вторая, существенно переработанная — в 1931 году. Оперетта была несколько раз экранизирована (1935, 1951, 1975).

## История постановок

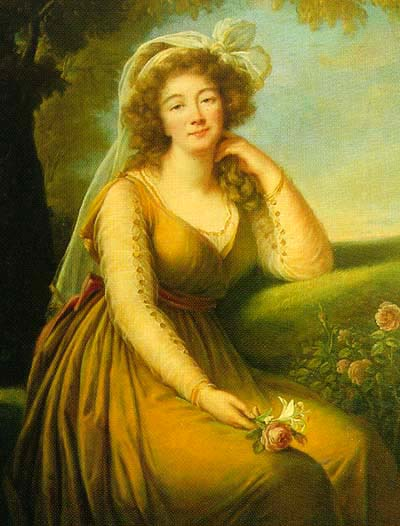
Э. Виже-Лебрен. Портрет Жанны Дюбарри

Премьера оперетты под названием «Графиня Дюбарри» (нем. Gräfin Dubarry) состоялась 31 октября 1879 года в венском театре Ан дер Вин. Ни красочная лирическая музыка Карла Миллёкера, слегка стилизованная под XVIII век (марши, менуэты, гавоты), ни довольно слабое либретто не принесли оперетте коммерческого успеха, и на полвека она была забыта.
Кардинально новая версия оперетты в девяти картинах была подготовлена Тео Маккебеном в 1931 году. К музыке прежней версии были добавлены музыкальные номера из других произведений Миллёкера, а либретто было переписано заново Паулем Кнеплером, Игнацем Михаэлем Веллерминским и Хансом Мартином Кремером. Была также обновлена оркестровка.
Первая постановка новой версии состоялась в берлинском театре «Адмиралспаласт» 14 августа 1931 года под названием «Дюбарри» (Die Dubarry). Постановка имела большой успех, оперетта сразу разошлась по всему миру, по ней были сняты три кинофильма. Ещё одна переработка либретто состоялась в 1959 году (под названием «Мадам Дюбарри»).

## Основные персонажи
| Персонаж                                         | Голос   | Имя в оригинале                     |
| ------------------------------------------------ | ------- | ----------------------------------- |
| Мари Жанна Бекю, модистка, позже графиня Дюбарри | сопрано | Marie Jeanne Bécu, Comtesse Dubarry |
| Рене Лаваллери, художник                         | тенор   | René Lavallery                      |
| Марго, модистка                                  | сопрано | Margot                              |
| Маркиз де Бриссак, друг Марго                    | тенор   | Marquis de Brissac                  |
| Граф Дюбарри                                     | баритон | Comte Dubarry                       |
| Король Людовик XV                                | баритон | Louis XV                            |
| Придворные, слуги, модистки, парижане (хор)      |         |                                     |

## Сюжет
Действие происходит в Париже и Версале в 1764 году.

### Картина первая
Салон модных шляп мадам Лабиль в Париже. Маркиз де Бриссак заходит в салон, заигрывает с Марго, одной из модисток, и приглашает всех девушек салона прогуляться в парке с его друзьями. Появляется другая модистка, Мари Жанна Бекю, и рассказывает Марго о своей встрече с бедным художником  Рене Лаваллери  и назначенном вечернем свидании. Хозяйка салона запирает Жанну на всю ночь в знак наказания за то, что несколько её шляп были украдены. Жанна вылезает в окно и убегает навстречу своей судьбе.

### Картина вторая
В парке развлечений недалеко от Парижа Бриссак веселится с Марго и ее подругами, а граф Дюбарри обсуждает с герцогом Лаузенским, кого подсунуть королю взамен почившей фаворитки мадам Помпадур. Пока что судьбы Франции вершит ненавистный им обоим первый министр Шуазель, который мечтает сделать фавориткой короля свою сестру. Необходимо срочно найти для короля иную замену Помпадур — женщину, способную влюбить в себя монарха — и, действуя при её помощи, добиться свержения Шуазеля.
Жанна снова встречается с Рене Лаваллери, они клянутся друг другу в вечной любви. Дюбарри наблюдает за Жанной издалека и восхищается её грацией и очарованием.

### Картина третья
Убогая мастерская художника Рене Лаваллери. Он счастлив, что влюблен в Жанну, пишет только её портреты и мечтает о вечной жизни с ней. Жанна, однако, имеет странное пристрастие к роскоши, что доставляет им обоим финансовые проблемы. Влюблённых навещает Марго, которая довольна жизнью с богатым Бриссаком, сделавшим её популярной актрисой.
Рене покидает студию. Появляется граф Дюбарри. Художник только что закончил портрет Жанны, которым граф так восхищён, что без обиняков соблазняет любительницу удовольствий Жанну большими деньгами. Хотя она отказывается от предложения, она не говорит своему Рене, что граф был в гостях. Но из-за болтовни соседа Рене узнаёт об этом, и к тому же находит бумажник Дюбарри, который он намеренно оставил. Рене возмущён, происходит драматический разрыв. Жанна покидает художника..

### Картина четвёртая
Находясь в гостях у графа Дюбарри, Бриссак рассказывает всем гостям о некой Манон Рансон, прекрасной танцовщице и певице, которая в настоящее время даёт представления в доме брата и сестры Верьер. Все соглашаются вместе посетить следующий спектакль.

### Картина пятая
Увеселительное заведение брата и сестры Верьер,  где под именем Манон Рансон Жанна блистает как певица и танцовщица. Граф Дюбарри сразу узнает её. Все ухаживают за ней, но Жанна остаётся равнодушной. Однако она имеет неосторожность проиграть в карты крупную сумму. От позора и нищеты её спасает граф Дюбарри, с которым она уходит в новую жизнь.

### Картина шестая
Дом графа Дюбарри. Граф раскрывает её свой замысел — он выдаёт ее замуж за своего брата, чтобы тот научил Жанну вести себя как положено аристократкам. Она колеблется. Граф получает приглашение от жены маршала герцога Люксембурга и решает вывести Жанну в свет.

### Картина седьмая
Роскошный салон герцогини Люксембург. Жанна впервые предстаёт в высшем свете под именем графини Дюбарри. Тем временем, её портрет через графа Дюбарри показан королю, и теперь Людовик XV жаждет познакомиться с «оригиналом». Среди гостей присутствует герцог де Шуазель, уверенный, что его сестра станет преемницей мадам Помпадур  Однако, узнав, что его сестру не пригласили в салон герцогини, он с негодованием покидает компанию.
Маршал сообщает Жанне, что в тот же вечер её отвезут в Версаль на ужин. Жанна не желает стать игрушкой для политических интриг. Случайная встреча Жанны и Рене даёт им обоим осознать, что взаимное чувство за время разлуки стало ещё сильнее. Жанна решает бежать с художником. Однако появление графа Дюбарри в корне меняет ситуацию. Граф сообщает Жанне, что картину королю подарил сам Рене. Возмущённая Жанна поворачивается спиной к Рене и принимает приглашение короля.

### Картина восьмая
В Версальском салоне слуга Лебель готовит Жанну к первой встрече с королем Людовиком XV. Он в восторге от неё в качестве преемницы мадам Помпадур. Жанна также испытывает симпатию к королю, они признаются друг другу в искренней любви. Шуазель приводит Жанну в её новый дом, замок Трианон.

### Картина девятая
Парковый павильон замка Трианон.. Шуазель, недовольный провалом своих планов, рассказывает королю о предполагаемых тайных любовных связях Жанны с Рене. Король требует доказательств, и Шуазель организует ему присутствие на встрече Жанны с Рене в саду. Однако Жанна только попросила Рене попрощаться и сказала, что теперь она полностью предана королю. Рене и Жанна прощаются навсегда.
Людовик, тронутый этой сценой и преданностью Жанны, лишает Шуазеля поста министра и изгоняет из двора. Жанна также избавляется от графа Дюбарри. Все обожают Жанну, отныне графиню Дюбарри, и король объявляет, что отныне она будет ближе всех к французскому трону.

## Музыкальные номера
- (Хор) Immer nähen, immer nähen
- (Жанна) Ich schenk mein Herz nur dem allein, dem ich das Höchste könnte sein
- (Жанна, Рене) Es lockt die Nacht, die Liebe wacht
- (Жанна) Ob man gefällt oder nicht gefällt
- (Рене) Wie schön ist alles, seit ich dich gefunden
- (Жанна, хор) Heut hab ich Glück
- (Жанна, де Бриссак) Blicken dich zwei Augen an
- (Марго, де Бриссак) Überglücklich macht die Liebe
- (Жанна, хор) Ja, so ist sie, die Dubarry, wer sie einst sah, vergisst sie nie

## Экранизации
После британского фильма 1935 года «Любовь мадам Дюбарри» (The Loves of Madame Dubarry) с Долорес дель Рио появилась немецкая версия фильма «Дюбарри» (1951 год, Георг Вильдхаген) с Сари Барабас, Матье Алерсмайером, Вилли Фричем, Альбертом Ливеном и Вальтером Мюллером. В 1975 году был снят римейк немецкой версии с Гэйл Робинсон в главной роли.